# Adam Benisz
Adam Karol Benisz (ur. 10 listopada 1888 w Nowym Sączu, zm. 24 stycznia 1991 tamże) – doktor praw, działacz narodowy na Śląsku, pułkownik.

## Życiorys
W 1909 został absolwentem C.K. gimnazjum w Nowym Sączu. Ukończył studia prawnicze na Uniwersytecie Jagiellońskim. W 1912, wspólnie z przyjacielem Tadeuszem Górskim „Szarym” założył w Nowym Sączu X Polską Drużynę Strzelecką. W 1914 walczył w Legionach Polskich.
Był członkiem Głównego Komitetu Wykonawczego dla Spraw Śląska w pierwszym powstaniu śląskim, później w trzecim m.in. dowódcą okręgu w Kędzierzynie i następnie działaczem plebiscytowym. 
8 stycznia 1924 został zatwierdzony w stopniu kapitana ze starszeństwem z 1 czerwca 1919 i 118. lokatą w korpusie oficerów sądowych (od 1 stycznia 1937 korpus oficerów audytorów).
W 1920 uczestniczył w zakładaniu NPR, w 1932 zorganizował Związek Młodzieży Robotniczej im. Stefana Żeromskiego w Katowicach. Był też radcą Wyższego Urzędu Górniczego w Katowicach. 28 czerwca 1933 został przewodniczącym Sądu Brackiego Rozjemczego w Katowicach.
Po wybuchu II wojny światowej, 17 września 1939, w Zbarażu trafił do radzieckiej niewoli. Dwa lata spędził w łagrze. W 1941 wstąpił do armii gen. Andersa w ZSRR, 1945–1947 przebywał w W. Brytanii, a po powrocie do kraju działał w Komisji Prawa Górniczego w Katowicach.
Zmarł 24 stycznia 1991. Został pochowany w grobowcu rodzinnym na cmentarzu komunalnym przy ul. Śniadeckich 19 w Nowym Sączu.

## Publikacje
- Z trzeciego powstania na Górnym Śląsku. Walka o Kędzierzyn (Katowice 1926)
- Górny Śląsk w walce o polskość (Katowice 1930)
- Walki o Kędzierzyn i Górę Św. Anny (Katowice 1961)

## Ordery i odznaczenia
- Krzyż Niepodległości (17 września 1932)[5]
- Krzyż Kawalerski Orderu Odrodzenia Polski (9 listopada 1932)[6]